# Indian Self Determination Act
Der Indian Self Determination Act ist ein US-Gesetz von 1975, das den Indianern ihre bei der vorangegangenen Terminations-Politik verlorenen Rechte zurückgab.
Die hohen Sozialausgaben als Folge der Terminationspolitik, durch welche die Indianerstämme aufgelöst werden sollten, hinterließen ein großes Loch im Budget der USA. Die Verantwortlichen sahen sich gezwungen, die Auflösung der Stämme zu beenden.
1971 ratifizierte die US-Regierung den Alaska Native Claims Settlement Act. Dieser garantierte den Ureinwohnern Alaskas 44 Millionen acres (178,000 km²) Land. Des Weiteren wurde ein Fonds von einer Milliarde Dollar errichtet, der den indianischen Gesellschaften Alaskas wirtschaftliche Hilfe bieten sollte. Etliche Stämme, die bei der Terminationspolitik aufgelöst worden waren, erhielten wieder die staatliche Anerkennung. Drei Jahre später stellte ein ähnliches Gesetz, der Indian Financing Act, weitere Gelder für indianische Geschäftsunternehmen zur Verfügung.
1975 kehrte die US-Regierung unter Präsident Gerald Ford der Termination endgültig den Rücken zu. Gleich zwei Gesetze unterstrichen die neue Haltung. Zum einen wurde der Indian Self Determination Act und zum anderen der Educational Assistance Act verabschiedet. Diese beruhten auf dem Eingeständnis, dass die Indianer wohl nie im Schmelztiegel der USA aufgehen würden.
Die kulturellen Restriktionen aus der Terminationszeit wurden schrittweise gelockert. 1978 erlaubte der American Indian Religious Freedom Act den Indianern, ihre traditionellen religiösen Praktiken wieder auszuüben. Damit war das Überleben der letzten kulturellen indianischen Elemente wenigstens für den Moment gesichert.
Mit der neuen Politik der Selbstbestimmung konnte das Bureau of Indian Affairs (BIA) seine Geschäfte an die Stammesregierung übertragen, sofern diese das wünschte. Bei diesen Stämmen würde das BIA nur noch als Kontrollorgan für die ordnungsgemäße Verwendung der Regierungsgelder fungieren. Ebenso ging das BIA selbst immer mehr in indianische Hand über. Zu Beginn der 1990er-Jahre waren bereits über 80 Prozent aller BIA-Angestellten Indianer. Die Selbstbestimmung brachte insbesondere Änderungen im Schulwesen mit sich. Indianische Studierende erhielten eine bessere Unterstützung und die Stämme wurden dazu ermutigt, ihre eigenen Schulen zu gründen.
Spätestens die Regierung unter Ronald Reagan war sich bewusst, dass eine indianische Selbstbestimmung ohne wirtschaftliche Hilfe seitens der US-Regierung sinnlos wäre und nur zu Armut führen würde.